# Ligne nouvelle de Luxembourg à Bettembourg
La ligne nouvelle de Luxembourg à Bettembourg est une ligne de chemin de fer luxembourgeoise en construction de 7 km de long destinée à désaturer la ligne 6.
En construction depuis 2015, son inauguration n'est pas attendue avant 2027.

## Histoire

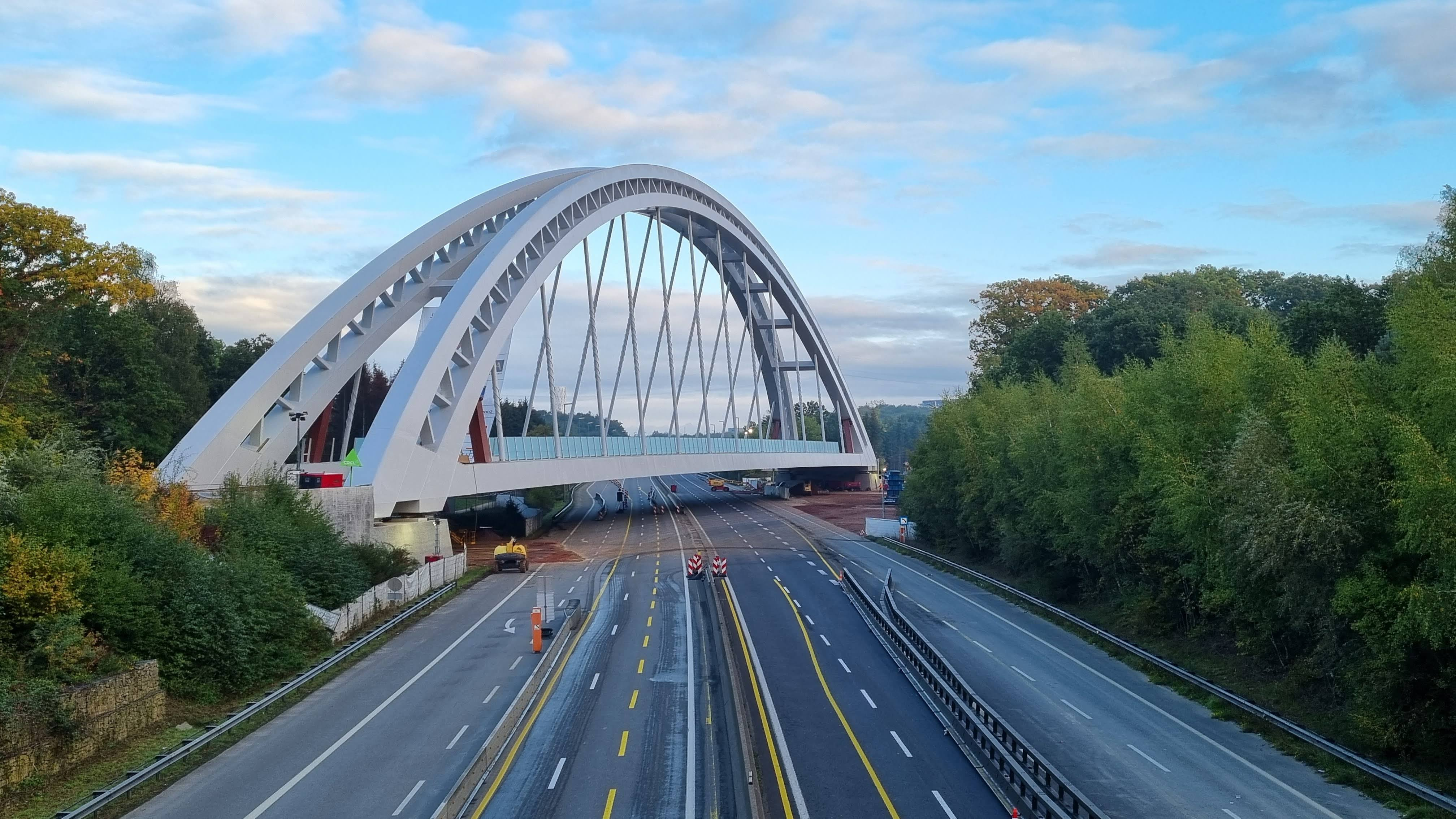
Le nouveau pont, le lendemain du ripage au-dessus de l'autoroute A3 (8 oct. 2022).

La ligne 6 raccordant la capitale grand-ducale au sud du pays et à la France doit faire face à un trafic ferroviaire intense mélangeant trains régionaux, internationaux et de marchandises occasionnant sa saturation à intervalles régulières.
Le 16 octobre 2014, une loi de financement pour une nouvelle ligne ferroviaire entre Luxembourg et Bettembourg a été votée à la Chambre et publiée le 19 décembre 2014,. En janvier 2015, la première phase des travaux préparatoires a débuté, par la coupe des arbres sur une superficie d'environ 6 ha à proximité de l'aire de Berchem. Les travaux de construction de la ligne sont lancés à l'automne de la même année.
La ligne nouvelle, nécessite la construction ou le réaménagement de plusieurs ouvrages d'arts ou d'infrastructures, du nord au sud, :
- Pont-rail sur l'autoroute A3 vers la Croix de Gasperich (début des travaux en 2019) ;
- Pont aménagé pour la faune au-dessus de l'autoroute (début des travaux fin 2018) ;
- Reconstruction du pont du chemin repris 158 pour enjamber à la fois l'autoroute et la voie ferrée (fermeture de la route de juin à septembre 2018 afin de mener à bien les travaux) ;
- Déplacement de la piste cyclable PC 28 ;
- Construction d'un pont-route pour la route communale entre Berchem et Kockelscheuer (réalisé en 2017) ;
- Déplacement des voies de la ligne 6 existantes et construction d'un saut-de-mouton (déplacement effectué à l'été 2018).

La construction de la plateforme débute en 2019 sur la section centrale. Le raccordement de la ligne à Bettembourg a lieu entre 2022 et 2024 et est rendu complexe à cause de la configuration des lieux et nécessite d'exproprier des maisons.
Alors qu'il était initialement annoncé que la ligne serait mise en service en 2023-2024, la date de décembre 2024 a été annoncée,. En décembre 2020, il a été annoncé que le délai ne serait plus réaliste, car il y aurait des problèmes d'acquisition de diverses parcelles de terrain,. Mi-2024, les CFL annoncent la fin du chantier en 2027.
Une fois la ligne achevée la ligne nouvelle verra passer l'ensemble des trains vers ou depuis la France et le trafic fret, la ligne 6 continuera de voir passer les trains régionaux vers Esch-sur-Alzette notamment.

## Caractéristiques

### Tracé
Le nouveau tracé de 7 km commence à proximité de la gare de Howald, passe par un nouveau pont au-dessus de l'autoroute A3 et suit parallèlement l'autoroute vers le sud. Il passe à l'ouest de l'aire de Berchem puis passe sous la route nationale 31 à la hauteur de l'échangeur de Bettembourg. Un Saut-de-mouton permet de se raccorder à la ligne existante en amont de la gare de Bettembourg.

### Infrastructures

#### Signalisation
La ligne sera équipée de la signalisation ferroviaire luxembourgeoise et du Système européen de contrôle des trains de niveau 1 (ETCS L1).

#### Gares
À l'inverse des autres lignes luxembourgeoises, elle ne comptera aucune gare intermédiaire.

#### Vitesses limites
La vitesse limite sera de 160 km/h,.